# Adam Stankievič
Adam Stankievič (belarusiska: Адам Станкевіч, polska: Adam Stankiewicz), född 6 januari 1882 i Arljanjaty nära Osjmjany i Guvernementet Vilna i Kejsardömet Ryssland, död 29 november 1949 i ett fångläger vid Tajsjet i Irkutsk oblast i Sovjetunionen, var en belarusisk romersk-katolsk präst, politiker och författare.
Stankievič var en av dem som ledde den belarusiska demokratiska rörelsen under 1920-talet.
Adam Stankievič var aktiv inom den belarusiska nationella rörelsen i Polen.